# كأس الرابطة الفرنسية 2019–20
كأس الرابطة الفرنسية 2019–20 (بالفرنسية: Coupe de la Ligue française de football 2019–20)‏ هي النسخة السادسة والعشرون والأخيرة من مسابقة كأس الرابطة الفرنسية التي أقيمت في فرنسا. بدأت المسابقة مع الدور التمهيدي في 26 يوليو 2019.
فاز باريس سان جيرمان بلقبه التاسع بكأس الرابطة الفرنسية بعد فوزه 6–5 بركلات الترجيح على في المباراة النهائية.